# Palais de la Généralité valencienne
Le palais de la Généralité valencienne (en catalan : Palau de la Generalitat Valenciana) est un palais gothique situé dans le centre de Valence où siègent le président et le conseil et de la Généralité valencienne.

## Histoire

### Période médiévale
Le palais est bâti en 1421, dans le style tardif de l'architecture gothique, afin de servir de siège à la députation du général. Créée par les Cortes du royaume de Valence, cette instance a pour mission initiale de récolter l'impôt des généralités (fiscalité indirecte sur les importations, les exportations, l'achat et la consommation de certains produits).

### Période contemporaine
En 1923, le palais devient le principal espace de travail de la députation provinciale de Valence.
Après la mort du général Franco et l'amorce d'une transition démocratique en Espagne, le palais devient le siège du conseil du Pays valencien, entité chargée de mener le Pays valencien (les trois provinces correspondant à l'ancien royaume de Valence) vers un régime d'autonomie, ce qui se produit en 1982 avec l'approbation d'un Statut d'autonomie qui instaure la Communauté valencienne. Le palais accueille alors à la fois la présidence de la Généralité valencienne et le Parlement de la comunauté autonome, mais ce dernier déménage deux ans plus tard au palais de Benicarló, situé à moins de 300 m.